# Крюковка 1
Крюковка 1 — деревня в Тёпло-Огарёвском районе Тульской области России.
В рамках административно-территориального устройства является центром Крюковского сельского округа Тёпло-Огарёвского района, в рамках организации местного самоуправления включается в Волчье-Дубравское сельское поселение.

## География
Расположена в 20 км к юго-западу от райцентра, посёлка городского типа Тёплое, и в 84 км к югу от областного центра, г. Тулы. 
На юге примыкает к деревне Крюковка 2.

## Население
| 2002 | 2010 |
| ---- | ---- |
| 240  | ↘199 |